# Elaphoglossum leebrowniae
Elaphoglossum leebrowniae är en träjonväxtart som beskrevs av John T. Mickel. Elaphoglossum leebrowniae ingår i släktet Elaphoglossum och familjen Dryopteridaceae. Inga underarter finns listade.